# Люксембурзький лівр

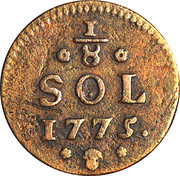
1/8 соля

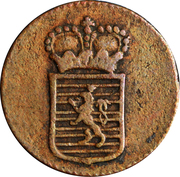
1/8 соля

Люксембурзький лівр — валюта Люксембургу до 1795.
Лівр ділився на 20 солей по 4 ліарди. Наприкінці XVIII століття  випущені монети номіналом ½ і 2 ліарди, а також 1, 3, 6, 12 і 72 солей. Три монети нижчої гідності карбувалися з міді, а монети більшої гідності зі срібла та білону. Останній раз карбувалися монети номіналом 1 сіль у 1795 під час облоги Люксембургу.